# 30' sau nửa đêm
30' sau nửa đêm (tựa gốc: Zero Dark Thirty) là một phim điện ảnh chính trị giật gân của Mỹ năm 2012 do Kathryn Bigelow đạo diễn và Mark Boal viết kịch bản. Được quảng bá là "cuộc săn lùng vĩ đại nhất trong lịch sử", phim miêu tả chiến dịch săn lùng quy mô quốc tế kéo dài hàng thập niên thủ lĩnh Al-Qaeda Osama bin Laden sau vụ tấn công ngày 11 tháng 9 tại Hoa Kỳ. Cuộc săn lùng dẫn đến việc phát hiện khu trú ấn của y tại Pakistan và cuộc đột kính quân sự ám sát bin Laden vào ngày 2 tháng 5 năm 2011.
Trong phim, diễn viên Jessica Chastain thủ vai Maya, một đặc vụ phân tích tình báo hư cấu của CIA, bên cạnh sự góp mặt của dàn diễn viên phụ gồm Mark Strong, Joel Edgerton, Jason Clarke, James Gandolfini, Kyle Chandler, Stephen Dillane, Chris Pratt, Édgar Ramírez, Jennifer Ehle, John Barrowman, Mark Duplass, and Frank Grillo. Các nhà sản xuất phim là Boal, Bigelow, và Megan Ellison, và phim được tài trợ kinh phí độcl ập từ hãng Annapurna Pictures của Ellison. Phim có lễ ra mắt tại Los Angeles vào ngày 19 tháng 12 năm 2013.
30' sau nửa đêm đã đón nhận sự khen ngợi nhiệt liệt từ giới phê bình và xuất hiện trong danh sách top 10 phim của năm 2012 từ 95 nhà phê bình. Tại lễ trao giải Oscar lần thứ 85, phim giành 5 đề cử: Phim hay nhất, Nữ diễn viên chính xuất sắc nhất (Chastain), kịch bản gốc xuất sắc nhất, dựng phim xuất sắc nhất và giành chiến thắng hạng mục biên tập âm thanh xuất sắc nhất. Phim còn đem về các đề cử Quả cầu vàng: phim chính kịch hay nhất, kịch bản hay nhất, đạo diễn xuất sắc nhất và Chastain giành giải nữ diễn viên phim chính kịch xuất sắc nhất.